# جای تو یا جای من (فیلم)
جای تو یا جای من (به انگلیسی: Your Place or Mine) فیلمی محصول سال ۲۰۲۳ و به کارگردانی آلن براش مک‌کینا است. در این فیلم بازیگرانی همچون ریس ویترسپون، اشتون کوچر، جسی ویلیامز، زوئی چائو، وسلی کیمل، تیگ نوتارو، استیو زان، ریچل بلوم و شیری اپلبی ایفای نقش کرده‌اند.